# Jörg Tenckhoff
Jörg Tenckhoff (* 18. März 1940 in Mannheim; † 8. November 2015 ebenda) war ein deutscher Rechtswissenschaftler.

## Leben
Er studierte Rechtswissenschaften in Heidelberg und Freiburg im Breisgau. Er promovierte an der Universität Heidelberg 1974 bei Karl Lackner mit der Dissertation Die Bedeutung des Ehrbegriffs für die Systematik der Beleidigungstatbestände. Nach der Habilitation ebenfalls in Heidelberg 1977 mit der Schrift Die Wahrunterstellung im Strafprozess lehrte er von 1978 bis 2006 als Professor für Strafrecht, Strafprozessrecht und Jugendstrafrecht an der Juristischen Fakultät der Universität Augsburg.
Er war Mitglied der katholischen Studentenverbindungen KStV Brisgovia Freiburg, KStV Ripuaria Heidelberg und KStV Ludovicia Augsburg, die alle Teil des Kartellverbandes (KV) sind.
Sein Forschungsschwerpunkt lag auf der strafrechtlichen Analyse von literarischen Klassikern wie Faust. Eine Tragödie. Daneben verfasste er auch Beiträge in Festschriften für Berufskollegen wie Karl Lackner, Anton Rauscher, Helmut Koopmann und Wilfried Küper. Ferner erarbeitete er neben seinen beiden Hauptwerken über die Bedeutung des Ehrbegriffs und die Wahrunterstellung im Strafprozess die in mehreren Auflagen erschienenen Studienbriefe der FernUniversität Hagen zum Thema Ehrverletzungsdelikte.
Zu seinem 70. Geburtstag wurde ihm 2010 eine Festschrift gewidmet, die in Form einer Ausgabe der Zeitschrift für Internationale Strafrechtsdogmatik erschien.

## Schriften (Auswahl)
- Die Bedeutung des Ehrbegriffs für die Systematik der Beleidigungstatbestände. Duncker & Humblot, Berlin 1974, ISBN 3-428-03238-1.
- Die Wahrunterstellung im Strafprozess, Duncker & Humblot, Berlin 1980, ISBN 3-428-04728-1.
- Ehrverletzungsdelikte Hagen 1985; 2. Aufl. 1990; 3. Aufl. 1994 und 4. Aufl. 1997.
- Jugendkriminalität heute: In: Jahrbuch der Universität Augsburg 1985 (1986), S. 139 ff.
- Eingehungs- und Erfüllungsbetrug. In: Küper (Hrsg.): Festschrift für Karl Lackner zum 70. Geburtstag am 18. Februar 1987. 1987, S. 677 ff.
- Die Politur des steinernen Herzens. Historisches zu Arno Schmidts historischem Roman aus dem Jahre 1954. In: V. Geppert (Hrsg.): Große Werke der Literatur II. Augsburg 1991, S. 215 ff.
- Strafrecht und abweichende Gewissensentscheidung. In: Glatzel, Kleindienst (Hrsg.): Die personale Struktur des gesellschaftlichen Lebens. Festschrift für Anton Rauscher. 1993, S. 437 ff.
- Das Prinzip der Verantwortlichkeit in Thomas Manns Doktor Faustus. In: Bartl. u. a. (Hrsg.): „In Spuren gehen ...“ Festschrift für Helmut Koopmann 1998, S. 339 ff.
- Der Einfluss der Europäischen Menschenrechtskonvention auf das deutsche Strafverfahrensrecht. In: Bottke u. a. (Hrsg.): Recht in Europa 2003, S. 301 ff.
- Die Geschichten Jaakobs. In: Hettinger u. a. (Hrsg.): Festschrift für Wilfried Küper zum 70. Geburtstag. 2007, S. 645 ff.